# Neuseeländische Cricket-Nationalmannschaft in Bangladesch in der Saison 2004/05
Die Tour der neuseeländischen Cricket-Nationalmannschaft nach Bangladesch in der Saison 2004/05 fand vom 19. Oktober bis zum 7. November 2004 statt. Die internationale Cricket-Tour war Bestandteil der Internationalen Cricket-Saison 2004/05 und umfasste zwei Tests und drei ODIs. Neuseeland gewann die Test-Serie 2–0 und die ODI-Serie 3–0.

## Vorgeschichte
Für beide Teams war es die erste Tour der Saison.
Das letzte Aufeinandertreffen der beiden Mannschaften bei einer Tour fand in der Saison 2001/02 in Neuseeland statt. Es war die erste Tour Neuseelands nach Bangladesch.

## Stadien
Die folgenden Stadien wurden für die Tour als Austragungsort vorgesehen und am 5. Juli 2004 bekanntgegeben.
| Stadion                      | Stadt      | Kapazität | Spiele             |
| ---------------------------- | ---------- | --------- | ------------------ |
| M. A. Aziz Stadium           | Chittagong | 30.000    | 2. Test; 1. ODI    |
| Bangabandhu National Stadium | Dhaka      | 36.000    | 1. Test; 2.–3. ODI |

## Kaderlisten
Neuseeland benannte seinen Test-Kader am 20. September und seinen ODI-Kader am 7. Oktober 2004.
Bangladesch benannte seinen Test-Kader am 24. September und ihren ODI-Kader am 30. Oktober 2004.
| Test | Test | ODI | ODI |
| Bangladesch | Neuseeland | Bangladesch | Neuseeland |
| --- | --- | --- | --- |
| - Khaled Mashud (K & wk) - Aftab Ahmed - Alok Kapali - Enamul Haque - Hennan Sarkar - Javed Omar - Manjural Islam - Mohammad Ashraful - Mohammad Rafique - Mushfiqur Rahmann - Nafees Iqbal - Rajin Saleh - Tapash Baisya - Tareq Aziz | - Stephen Fleming (K) - Nathan Astle - Ian Butler - James Franklin - Brendon McCullum (wk) - Hamish Marshall - Jacob Oram - Mark Richardson - Mathew Sinclair - Scott Styris - Daniel Vettori - Paul Wiseman | - Habibul Bashar (K) - Khaled Mashud (VK & wk) - Aftab Ahmed - Alok Kapali - Javed Omar - Khaled Mahmud - Manjural Islam - Mohammad Ashraful - Mohammad Rafique - Mushfiqur Rahmann - Nafees Iqbal - Nazmul Hossain - Rajin Saleh - Tapash Baisya | - Daniel Vettori (K) - Andre Adams - Nathan Astle - Ian Butler - Chris Cairns - James Franklin - Peter Fulton - Chris Harris - Brendon McCullum (wk) - Craig McMillan - Hamish Marshall - Kyle Mills - Mathew Sinclair - Scott Styris |

## Tour Matches
| 14. – 16. Oktober Scorecard | Savar | New Zealanders 344-6d (81) & 351-4d (75.5) | – | Bangladesh Cricket Board XI 208 (87.1) & 27-1 (11) |
|                             |       | Remis                                      |   |                                                    |

## Tests

### Erster Test in Dhaka
| 19. – 22. Oktober Scorecard | Dhaka (BNS) | Bangladesch 177 (98.5) & 126 (64.5)              | – | Neuseeland 402 (145.1) |
|                             |             | Neuseeland gewinnt mit einem Innings und 99 Runs |   |                        |

### Zweiter Test in Chittagong
| 26. – 29. Oktober Scorecard | Chittagong (MAS) | Neuseeland 545-6d (152)                           | – | Bangladesch 182 (71.2) & 262 (70.2) (f/o) |
|                             |                  | Neuseeland gewinnt mit einem Innings und 101 Runs |   |                                           |

## One-Day Internationals

### Erstes ODI in Chittagong
| 2. November Scorecard | Chittagong (MAS) | Neuseeland 224 (49.2)           | – | Bangladesch 86 (31.5) |
|                       |                  | Neuseeland gewinnt mit 138 Runs |   |                       |

### Zweites ODI in Dhaka
| 5. November Scorecard | Dhaka (BNS) | Bangladesch 146 (43.4)           | – | Neuseeland 148-7 (44.4) |
|                       |             | Neuseeland gewinnt mit 3 Wickets |   |                         |

### Drittes ODI in Dhaka
| 7. November Scorecard | Dhaka (BNS) | Neuseeland 250-7 (50)          | – | Bangladesch 167-7 (50) |
|                       |             | Neuseeland gewinnt mit 83 Runs |   |                        |

## Statistiken
Die folgenden Cricketstatistiken wurden bei dieser Tour erzielt.
| Tests             | Tests       | Tests   | Tests   | Tests   | Tests   | Tests   | Tests   | Tests   |
| Batting           | Batting     | Batting | Batting | Batting | Batting | Batting | Batting | Batting |
| Spieler           | Mannschaft  | Spiele  | Innings | Runs    | Average | HS      | 100s    | 50s     |
| ----------------- | ----------- | ------- | ------- | ------- | ------- | ------- | ------- | ------- |
| Stephen Fleming   | Neuseeland  | 2       | 2       | 231     | 115,50  | 202     | 1       | 0       |
| Brendon McCullum  | Neuseeland  | 2       | 2       | 160     | 160,00  | 143     | 1       | 0       |
| Mathew Sinclair   | Neuseeland  | 2       | 2       | 99      | 49,50   | 76      | 0       | 1       |
| Khaled Mashud     | Bangladesch | 2       | 4       | 94      | 31,33   | 51      | 0       | 1       |
| Mohammad Ashraful | Bangladesch | 2       | 4       | 93      | 23,25   | 67      | 0       | 1       |
| Bowling           |             |         |         |         |         |         |         |         |
| Spieler           | Mannschaft  | Spiele  | Overs   | Wickets | Average | BBI     | 5W      | 10W     |
| Daniel Vettori    | Neuseeland  | 2       | 111.4   | 20      | 11,20   | 6/28    | 3       | 1       |
| Mohammad Rafique  | Bangladesch | 2       | 114.1   | 9       | 28,00   | 6/122   | 1       | 0       |
| Paul Wiseman      | Neuseeland  | 2       | 83.5    | 8       | 35,00   | 3/64    | 0       | 0       |
| James Franklin    | Neuseeland  | 2       | 35      | 7       | 10,71   | 5/28    | 1       | 0       |
| Jacob Oram        | Neuseeland  | 2       | 44.5    | 4       | 23,75   | 3/36    | 0       | 0       |

| ODIs             | ODIs        | ODIs    | ODIs    | ODIs    | ODIs    | ODIs    | ODIs    | ODIs    |
| Batting          | Batting     | Batting | Batting | Batting | Batting | Batting | Batting | Batting |
| Spieler          | Mannschaft  | Spiele  | Innings | Runs    | Average | HS      | 100s    | 50s     |
| ---------------- | ----------- | ------- | ------- | ------- | ------- | ------- | ------- | ------- |
| Mathew Sinclair  | Neuseeland  | 2       | 2       | 128     | 64,00   | 66      | 0       | 2       |
| Chris Cairns     | Neuseeland  | 3       | 3       | 125     | 62,50   | 74      | 0       | 1       |
| Scott Styris     | Neuseeland  | 3       | 3       | 106     | 35,33   | 51      | 0       | 1       |
| Nathan Astle     | Neuseeland  | 3       | 3       | 83      | 27,66   | 29      | 0       | 0       |
| Khaled Mashud    | Bangladesch | 3       | 3       | 83      | 41,50   | 41      | 0       | 0       |
| Bowling          |             |         |         |         |         |         |         |         |
| Spieler          | Mannschaft  | Spiele  | Overs   | Wickets | Average | BBI     | 5W      | 10W     |
| Daniel Vettori   | Neuseeland  | 3       | 22.5    | 7       | 9,85    | 3/8     | 0       | 0       |
| Kyle Mills       | Neuseeland  | 3       | 25      | 7       | 11,14   | 4/14    | 0       | 0       |
| Scott Styris     | Neuseeland  | 3       | 23.4    | 6       | 10,00   | 3/16    | 0       | 0       |
| Aftab Ahmed      | Bangladesch | 3       | 20      | 6       | 11,16   | 5/31    | 1       | 0       |
| Mohammad Rafique | Bangladesch | 3       | 30      | 6       | 19,50   | 4/63    | 0       | 0       |

## Player of the Series
Als Player of the Series wurden die folgenden Spieler ausgezeichnet.
| Serie | Player of the Series |
| ----- | -------------------- |
| Test  | Daniel Vettori       |
| ODI   | Scott Styris         |

### Player of the Match
Als Player of the Match wurden die folgenden Spieler ausgezeichnet.
| Spiel   | Player of the Match |
| ------- | ------------------- |
| 1. Test | Brendon McCullum    |
| 2. Test | Stephen Fleming     |
| 1. ODI  | Chris Cairns        |
| 2. ODI  | Aftab Ahmed         |
| 3. ODI  | Scott Styris        |